# PiraMMMida
PiraMMMida (ПираМММида) è un film del 2011 diretto da Ėl'dar Salavatov.

## Trama
Russia, primi anni novanta. Il film racconta di un uomo di nome Sergej Mamontov, che organizza una piramide finanziaria, le cui vittime sono milioni di persone.